# Consejo Legislativo del Estado Trujillo
El Consejo Legislativo del Estado Trujillo es la representación del Poder Legislativo de ese Estado Federal Venezolano.
El concejo es unicameral y está compuesto por nueve (9) diputados o legisladores regionales que son electos cada cuatro años, bajo un sistema mixto de representación, por un lado se eligen un grupo de diputados por lista bajo el método D'Hondt a nivel estatal y, por otro lado, se eligen por voto directo candidatos nominales por circunscripción definida, pudiendo ser reelegidos para nuevos períodos consecutivos, y con la posibilidad de ser revocados a la mitad de su período constitucional.

## Sede
El Palacio Legislativo del Estado Trujillo y sede de las sesiones del consejo se encuentra en la Av. Cristóbal Mendoza de la ciudad de Trujillo, capital del Estado.

## Funciones
La Cámara elige, de su seno, una Junta Directiva integrada por un Presidente y un Vicepresidente, adicionalmente se elige a un Secretario fuera de su seno. Al igual que en la Asamblea Nacional, el Parlamento regional conforma Comisiones permanentes de trabajo que se encargan de analizar los diferentes asuntos que las comunidades plantean, ejerciendo la vigilancia de la administración del Estado con el auxilio de la Contraloría General del Estado, así como la discusión y aprobación de los presupuestos de la cámara y del poder ejecutivo.
Las funciones de los consejos legislativos regionales de Venezuela se detallan en la Ley Orgánica de los Consejos Legislativos de los Estados publicada en Gaceta Oficial de la República Bolivariana de Venezuela del 13 de septiembre de 2001

## Composición de la VI Legislatura (2025-2029) - Actual
| Alianza / Partido Político         | Alianza / Partido Político            | Diputados |
| ---------------------------------- | ------------------------------------- | --------- |
| Gran Polo Patriótico Simón Bolívar | Gran Polo Patriótico Simón Bolívar    | 7         |
|                                    | Partido Socialista Unido de Venezuela | 7         |
| Mesa de la Unidad Democrática      | Mesa de la Unidad Democrática         | 2         |
|                                    | Unidad                                | 2         |

## Legislaturas Previas
El tamaño del legislativo regional del estado Anzoátegui ha variado a lo largo de las legislaturas. En la I y II legislatura, el Consejo Legislativo se componía de 11 diputados. En la III legislatura pasaron a ser 13 diputados, y desde la IV legislatura son 15 diputados.

### I Legislatura (2000-2004)
En las elecciones de julio de 2000 de los siete escaños disputados del Consejo Legislativo, el MVR obtuvo mayoría simple (cuatro de los siete legisladores).
| Alianza / Partido Político | Alianza / Partido Político  | Diputados |
| -------------------------- | --------------------------- | --------- |
|                            | Movimiento Quinta República | 4         |
|                            | Acción Democrática          | 3         |

### II Legislatura (2004-2008)
En las elecciones de octubre de 2004 la alianza oficialista entre el MVR y Podemos (para ese entonces aliado al MVR) consiguió seis de los siete escaños de la legislatura.
| Alianza / Partido Político | Alianza / Partido Político  | Diputados |
| -------------------------- | --------------------------- | --------- |
| Revolución Bolivariana     | Revolución Bolivariana      | 6         |
|                            | Movimiento Quinta República | 2         |
|                            | Podemos                     | 4         |
| Coordinadora Democrática   | Coordinadora Democrática    | 1         |
|                            | Acción Democrática          | 1         |

### III Legislatura (2008-2012)
En las elecciones regionales realizadas el 23 de noviembre de 2008 se disputaban 9 escaños, La coalición entre UVE-PSUV que respaldan alcanzó la mayoría absoluta con ocho de nueve legisladores.
| Alianza / Partido Político    | Alianza / Partido Político            | Diputados |
| ----------------------------- | ------------------------------------- | --------- |
| Polo Patriótico               | Polo Patriótico                       | 8         |
|                               | Partido Socialista Unido de Venezuela | 3         |
|                               | Unidad de Vencedores Electorales      | 5         |
| Mesa de la Unidad Democrática | Mesa de la Unidad Democrática         | 1         |
|                               | Un Nuevo Tiempo                       | 1         |

### IV Legislatura (2013-2017)
En las elecciones regionales realizadas el 16 de diciembre de 2012 el PSUV logró los nueve escaños en disputa.
| Alianza / Partido Político | Alianza / Partido Político            | Diputados |
| -------------------------- | ------------------------------------- | --------- |
| Polo Patriótico            | Polo Patriótico                       | 9         |
|                            | Partido Socialista Unido de Venezuela | 9         |

### V Legislatura (2018-2021)
En las elecciones realizadas el 20 de mayo de 2018 el PSUV logró nuevamente obtener los 9 escaños en disputa, explicado principalmente por la decisión de los principales partidos políticos, opositores al gobierno de Nicolás Maduro, de no participar en las elecciones.
| Alianza / Partido Político | Alianza / Partido Político            | Diputados |
| -------------------------- | ------------------------------------- | --------- |
| Gran Polo Patriótico       | Gran Polo Patriótico                  | 9         |
|                            | Partido Socialista Unido de Venezuela | 9         |